# Luis Alberto Rodríguez López-Calleja
Luis Alberto Rodríguez López-Calleja (19 de janeiro de 1960  - 1 de julho de 2022) foi um general militar, empresário e político cubano.  Ele era o chefe da empresa estatal cubana GAESA e foi descrito como uma das pessoas mais poderosas de Cuba.  Membro-chave do Comitê Central do Partido Comunista de Cuba, ele já foi casado com Deborah, filha de Raúl Castro. Ele morreu em 1º de julho de 2022, de ataque cardíaco. 

## Biografia
Luis Alberto Rodríguez López-Calleja nasceu em 19 de janeiro de 1960 em Santa Clara.  Era filho do general Guillermo Rodríguez del Pozo (1929–2016), companheiro dos irmãos Castro durante a Revolução Cubana.   A biografia geral de Rodríguez López-Calleja é pouco conhecida. Raramente é citado na mídia cubana e raramente fotografado.  
Em 2011, Rodríguez López-Calleja, então coronel, ingressou no comitê central do Partido Comunista de Cuba. 
Rodríguez López-Calleja chefiou o braço financeiro das Forças Armadas Cubanas, conhecido como GAESA. Este conglomerado de empresas públicas controla hotéis, fábricas, lojas, uma companhia aérea, empresas de telecomunicações e até a zona portuária de Mariel.  
Em setembro de 2020, as autoridades dos EUA decidiram aplicar sanções contra Rodríguez López-Calleja como diretor do conglomerado empresarial GAESA. Segundo o secretário de Estado dos EUA, Mike Pompeo: “As receitas geradas pelas atividades económicas da GASEA são utilizadas para oprimir o povo cubano e para financiar o domínio colonial de Cuba sobre a Venezuela”. 
Durante o VIII Congresso do Partido Comunista Cubano, realizado de 16 a 19 de abril de 2021, Rodríguez López-Calleja ingressou no Bureau Político, autoridade máxima do Partido, composto por 14 membros.  
Rodríguez López-Calleja morreu em 1º de julho de 2022, oficialmente de insuficiência cardiovascular,  extraoficialmente de câncer de pulmão. 